# Црква Вазнесења Христовог (Фојница)
Црква Вазнесења Христовог у Фојници код Гацка представља непокретни културно-историјски споменик који се налази на привременој листи заштићених споменика Босне и Херцеговине. Црква припада Епархији захумско-херцеговачкој.

## Степен заштите
Добро се налази на привременој листи заптићених споменика Босне и Херцеговине.